# Zack Alford
Zachary "Zack" Alford es un baterista y percusionista profesional de sesión, conocido por sus trabajos con The B-52, Bruce Springsteen, David Bowie, Billy Joel, Gwen Stefani, Zucchero o Suzanne Vega, entre otros.
Tocó la batería en el álbum In Concert/MTV Plugged (1992) de Bruce Springsteen, artista para el que ha tocado en diversas giras.
Alford contribuyó con batería acústica y electrónica en los álbumes de Bowie Earthling (1997) y The Next Day (2013). También tocó batería y percusión en vivo en tres giras de Bowie: "Outside Tour" (1995 - 1996), "Outside Summer Festivals Tour" (1996) y "Earthling Tour" (1997). 
En 2021 Zach Alford se unió a la gira de The Psychedelic Furs, grupo al que ha seguido acompañando en directo en 2024.

## Trayectoria
Zachary Alford se inició como baterista en directo a los catorce años tocando en clubs de la ciudad de Nueva York, principalmente en el East Village. Comenzó sus pasos en la escena musical internacional en 1987, cuando acompañó al bajista Melvin Gibbs y al guitarrista Vernon Reid para un concierto en un festival de jazz en Suiza, e hizo lo propio al año siguiente tocando la batería para el grupo de funk Kelvynator. En 1989 tocó algunos conciertos en París con la banda neoyorkina de new wave Comateens. Sin embargo, la fama le llegaría ese mismo año cuando se unió a los B-52's en una gira mundial de conciertos durante 14 meses, con gran exposición de videos en MTV como el conocido videoclip del tema «Love Shack». Además de la experiencia musical, esto le permitió reunirse con otros músicos, realizar otros proyectos musicales y, finalmente, tener la oportunidad de hacer una audición para Bruce Springsteen, con quien participó en 1992 en otra gira mundial.
Por recomendación de un amigo de Nueva York, el exbaterista de Bowie Sterling Campbell, a Zachary le ofrecieron tocar con David Bowie en 1995. En ese momento, Zachary pudo definir aún más su sonido, trabajando con loops y una pista de clic. Después de la gira Outside World Tour '95/'96, grabó el álbum Earthling, seguido por la gira mundial de Earthling en 1997. En 2005 y 2007, Zachary tocó para Gwen Stefani en dos giras importantes, antes de contribuir con su batería para David Bowie en su disco The Next Day de 2013.
Otros créditos de grabación incluyen artistas como Billy Joel, Susanna Hoffs, Manic Street Preachers, Jeffery Gains, David Torn, Suzanne Vega, 123 Soliel, Rafael, Jade Bird, Patti Scialfa, Zucchero, Khaled y Tomoyasu Hotei.

## Estilo musical
Alford creció musicalmente dentro de la escena funk underground de mediados de los 80 en Nueva York y en sus inicios se consideró a sí mismo un baterista de funk, aunque ha evolucionado escuchando e incorporando a su música elementos del rock. Su estilo ha sido definido como muy físico y de pegada dura, aunque debido a la variedad de artistas con los que ha trabajado es considerado un baterista ecléctico.

## Álbumes destacados en los que participó
- In Concert/MTV Plugged, Bruce Springsteen (1992)
- Good Stuff, The B-52's (1992)
- River of Dreams, Billy Joel (1993)[14]
- Earthling, David Bowie (1997)
- Funplex, The B-52's (2008)
- The Next Day, David Bowie (2013)